# Alpii Orientali Centrali
Alpii Orientali Centrali conțin cele mai înalte vârfuri din Alpii Orientali și sunt situați între Alpii Calcaroși de Nord și Alpii Calcaroși de Sud, de care diferă și ca structură geologică. Se întind de la Munții Bernina în vest până în regiunea austriacă Stiria în est.
Masivele din componența Alpilor Orientali Centrali (de la est la vest):

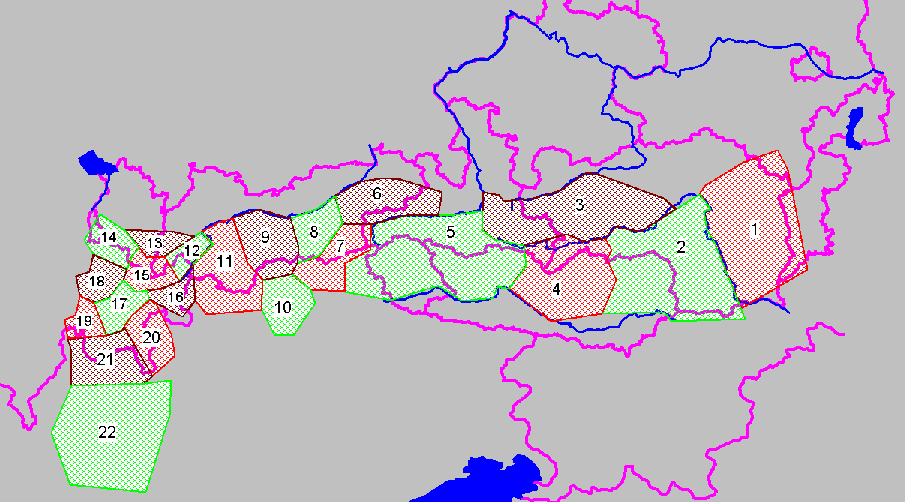
Componența Alpilor Orientali Centrali
(linia mov indică granițele internaționale și interregionale austriece)

- Munții de la est de râul Mur (inclusiv Hochwechsel, Alpii Fischbach, Grazer Bergland (1)
- Alpii Laventtal (2)
- Niedere Tauern (3)
- Nock Mountains (4)
- Hohe Tauern (5)
- Alpii Kitzbühel (6)
- Alpii Zillertal (7)
- Alpii Tux (8)
- Alpii Stubai (9)
- Alpii Sarntal (10)
- Alpii Ötztal (11)
- Alpii Samnaun (12)
- Alpii Verwall (13)
- Rätikon (14)
- Silvretta (15)
- Sesvenna (16)
- Albula (17)
- Plessur (18)
- Oberhalbstein (19)
- Livigno (20)
- Bernina (21)
- Alpii Bergamezi (22)